# Chassagnes
Chassagnes é uma comuna francesa na região administrativa de Auvérnia-Ródano-Alpes, no departamento de Alto Loire. Estende-se por uma área de 11,75 km². Em 2010 a comuna tinha 158 habitantes (densidade: 13,4 hab./km²).